# Tour de Pologne Women 2016
Tour de Pologne Women 2016 – 1. edycja wyścigu kolarskiego Tour de Pologne kobiet, który odbył się w dniach 19–20 lipca 2016 roku, tuż po zakończeniu wyścigu mężczyzn. Zwyciężczynią klasyfikacji generalnej została Szwajcarka Jolanda Neff.

## Uczestnicy

### Etapy
Początkowo planowano, iż wyścig odbędzie się w terminie 8-10 lipca 2016, a więc przed wyścigiem panów, i miał przejechać wzdłuż wybrzeża. Jednak 4 grudnia 2015 ogłoszono, że Tour de Pologne kobiet odbędzie się w dniach 18-20 lipca, aby uniknąć kolizji z wyścigiem Giro Rosa. Dodatkowo ogłoszono iż wyścig odbędzie się w górach. Ostatecznie zdecydowano, iż wyścig odbędzie się w terminie 19-20 lipca, aby zakończenie wyścigu mężczyzn było innego dnia, niż start kobiet. 
| Etap | Data     | Start               | Meta                | Dystans | Typ | Typ    | Zwyciężczyni    | Liderka      |
| ---- | -------- | ------------------- | ------------------- | ------- | --- | ------ | --------------- | ------------ |
| 1    | 19 lipca | Zakopane            | Zakopane            | 100km   |     | górski | Jolanda Neff    | Jolanda Neff |
| 2    | 20 lipca | Bukowina Tatrzańska | Bukovina Resort     | 4 km    |     | ITT    | Flávia Oliveira | Jolanda Neff |
| 3    | 20 lipca | Bukovina Resort     | Bukowina Tatrzańska | 78km    |     | górski | Jolanda Neff    | Jolanda Neff |

#### 1. etap: Zakopane > Zakopane, 100 km
| Miejsce | Zawodniczka        | Zespół                      | Czas       |
| ------- | ------------------ | --------------------------- | ---------- |
| 1.      | Jolanda Neff       | Reprezentacja Szwajcarii    | 3h 03' 07" |
| 2.      | Flávia Oliveira    | BTC City Ljubljana          | + 1' 31"   |
| 3.      | Rasa Leleivytė     | Aromitalia Vaiano Fondriest | + 2' 16"   |
| 4.      | Tetiana Riabczenko | Reprezentacja Ukrainy       | + 2' 16"   |
| 5.      | Ewelina Szybiak    | Reprezentacja Polski        | + 2' 16"   |

| Miejsce | Zawodniczka        | Zespół                      | Czas       |
| ------- | ------------------ | --------------------------- | ---------- |
| 1.      | Jolanda Neff       | Reprezentacja Szwajcarii    | 3h 02' 51" |
| 2.      | Flávia Oliveira    | BTC City Ljubljana          | + 1' 39"   |
| 3.      | Rasa Leleivytė     | Aromitalia Vaiano Fondriest | + 2' 27"   |
| 4.      | Tetiana Riabczenko | Reprezentacja Ukrainy       | + 2' 32"   |
| 5.      | Ewelina Szybiak    | Reprezentacja Polski        | + 2' 32"   |

#### 2. etap: Bukowina Tatrzańska > Bukovina Resort, 4 km
| Miejsce | Zawodniczka                | Zespół                   | Czas     |
| ------- | -------------------------- | ------------------------ | -------- |
| 1.      | Flávia Oliveira            | BTC City Ljubljana       | 9' 18"   |
| 2.      | Tetiana Riabczenko         | Reprezentacja Ukrainy    | + 0' 10" |
| 3.      | Paulina Brzeźna-Bentkowska | MAT ATOM Sobótka         | + 0' 18" |
| 4.      | Jolanda Neff               | Reprezentacja Szwajcarii | + 0' 26" |
| 5.      | Ewelina Szybiak            | Reprezentacja Polski     | + 0' 37" |

| Miejsce | Zawodniczka                | Zespół                   | Czas       |
| ------- | -------------------------- | ------------------------ | ---------- |
| 1.      | Jolanda Neff               | Reprezentacja Szwajcarii | 3h 12' 35" |
| 2.      | Flávia Oliveira            | BTC City Ljubljana       | + 1' 13"   |
| 3.      | Tetiana Riabczenko         | Reprezentacja Ukrainy    | + 2' 16"   |
| 4.      | Ewelina Szybiak            | Reprezentacja Polski     | + 2' 43"   |
| 5.      | Paulina Brzeźna-Bentkowska | MAT ATOM Sobótka         | + 2' 47"   |

#### 3. etap: Bukovina Resort > Bukowina Tatrzańska, 78 km
| Miejsce | Zawodniczka                | Zespół                   | Czas       |
| ------- | -------------------------- | ------------------------ | ---------- |
| 1.      | Jolanda Neff               | Reprezentacja Szwajcarii | 2h 24' 46" |
| 2.      | Flávia Oliveira            | BTC City Ljubljana       | + 0' 02"   |
| 3.      | Tetiana Riabczenko         | Reprezentacja Ukrainy    | + 1' 10"   |
| 4.      | Paulina Brzeźna-Bentkowska | MAT ATOM Sobótka         | + 2' 02"   |
| 5.      | Ievgenia Vysotska          | Reprezentacja Ukrainy    | + 4' 26"   |

| Miejsce | Zawodniczka                | Zespół                   | Czas       |
| ------- | -------------------------- | ------------------------ | ---------- |
| 1.      | Jolanda Neff               | Reprezentacja Szwajcarii | 5h 37' 11" |
| 2.      | Flávia Oliveira            | BTC City Ljubljana       | + 1' 17"   |
| 3.      | Tetiana Riabczenko         | Reprezentacja Ukrainy    | + 3' 29"   |
| 4.      | Paulina Brzeźna-Bentkowska | MAT ATOM Sobótka         | + 4' 58"   |
| 5.      | Ievgenia Vysotska          | Reprezentacja Ukrainy    | + 7' 33"   |

## Liderki klasyfikacji po etapach
| Etap                 | Zwyciężczyni etapu   | Klasyfikacja generalna · | Klasyfikacja górska · | Klasyfikacja sprinterska · | Klasyfikacja najaktywniejszych · | Klasyfikacja drużynowa · | Najwyżej sklasyfikowana Polka |
| -------------------- | -------------------- | ------------------------ | --------------------- | -------------------------- | -------------------------------- | ------------------------ | ----------------------------- |
| 1                    | Jolanda Neff         | Jolanda Neff             | Jolanda Neff          | Jolanda Neff               | Jolanda Neff                     | Reprezentacja Szwajcarii | Ewelina Szybiak               |
| 2                    | Flávia Oliveira      | Jolanda Neff             | Jolanda Neff          | Jolanda Neff               | Jolanda Neff                     | Reprezentacja Szwajcarii | Ewelina Szybiak               |
| 3                    | Jolanda Neff         | Jolanda Neff             | Tetiana Riabczenko    | Jolanda Neff               | Jolanda Neff                     | Reprezentacja Szwajcarii | Paulina Brzeźna-Bentkowska    |
| Klasyfikacja końcowa | Klasyfikacja końcowa | Jolanda Neff             | Tetiana Riabczenko    | Jolanda Neff               | Jolanda Neff                     | Reprezentacja Szwajcarii | Paulina Brzeźna-Bentkowska    |